# Vektorový součin
Vektorový součin je v matematice binární operace násobení vektorů v trojrozměrném vektorovém prostoru se skalárním součinem. Výsledkem této operace je vektor (na rozdíl od součinu skalárního, jehož výsledkem je při součinu dvou vektorů skalár) kolmý k oběma násobeným vektorům a jeho velikost je rovna obsahu rovnoběžníku sevřeného násobenými vektory. Vektorové násobení není ani komutativní ani asociativní operace.

## Značení
Vektorový součin vektorů {\displaystyle \mathbf {a} } a {\displaystyle \mathbf {b} } se obvykle značí jedním z následujících způsobů:
- {\displaystyle \mathbf {a} \times \mathbf {b} }
- {\displaystyle \mathbf {a} \wedge \mathbf {b} } – používáno ve frankofonních zemích
- {\displaystyle [\mathbf {a} \mathbf {b} ]} – používáno v Rusku

## Definice
Mějme aritmetický vektorový prostor {\displaystyle \mathbb {R} ^{3}} s kanonickou bází nad číselným tělesem {\displaystyle \mathbb {R} }, pak pro vektory {\displaystyle \mathbf {c} ,\mathbf {a} ,\mathbf {b} \in \mathbb {R} ^{3}} platí, že vektor {\displaystyle \mathbf {c} } je vektorovým součinem vektorů {\displaystyle \mathbf {a} ,\mathbf {b} } vzhledem k uvedené bázi, právě když:
{\displaystyle \mathbf {c} =\mathbf {a} \times \mathbf {b} =\mathbf {n} \left|\mathbf {a} \right|\left|\mathbf {b} \right|\sin \varphi },
kde {\displaystyle \varphi \in \left\langle 0,\pi \right\rangle } je úhel svíraný vektory {\displaystyle \mathbf {a} } a {\displaystyle \mathbf {b} } a kde {\displaystyle \mathbf {n} } je jednotkový vektor k nim kolmý, tj. vektorový součin je vnější součin ve třech rozměrech.
Výše uvedené jednotkové vektory existují dva v závislosti na tom, je-li souřadný systém definován jako pravotočivý nebo levotočivý. V pravotočivém souřadném systému lze použít pravidlo pravé ruky: je-li vektor {\displaystyle \mathbf {a} } znázorněn ukazovákem a vektor {\displaystyle \mathbf {b} } prostředníkem pravé ruky, přičemž ukazovák je natažený v rovině dlaně a prostředník směřuje blíže k rovině na dlaň kolmé, pak vektorový součin {\displaystyle \mathbf {a} \times \mathbf {b} } je ve směru palce.
Vektorový součin lze definovat také bez pomoci úhlu, který oba vektory svírají. Máme-li vektorový součin {\displaystyle \mathbf {c} =\mathbf {a} \times \mathbf {b} }, pak složky vektoru {\displaystyle \mathbf {c} } lze určit jako:
{\displaystyle c_{1}=a_{2}b_{3}-a_{3}b_{2}}
{\displaystyle c_{2}=a_{3}b_{1}-a_{1}b_{3}}
{\displaystyle c_{3}=a_{1}b_{2}-a_{2}b_{1}}.
S využitím vzájemně jednoznačného přiřazení třísložkových vektorů a antisymetrických matic řádu {\displaystyle 3}:
{\displaystyle \mathbf {a} =(a_{1},a_{2},a_{3})\qquad \longleftrightarrow \qquad A=\left({\begin{array}{rrr}0&a_{3}&-a_{2}\\-a_{3}&0&a_{1}\\a_{2}&-a_{1}&0\end{array}}\right)}
lze vektorový součin zavést jako komutátor dvou takových matic:
{\displaystyle \left({\begin{array}{rrr}0&c_{3}&-c_{2}\\-c_{3}&0&c_{1}\\c_{2}&-c_{1}&0\end{array}}\right)=C=BA-AB=\left({\begin{array}{ccc}0&a_{1}b_{2}-a_{2}b_{1}&-(a_{3}b_{1}-a_{1}b_{3})\\-(a_{1}b_{2}-a_{2}b_{1})&0&a_{2}b_{3}-a_{3}b_{2}\\a_{3}b_{1}-a_{1}b_{3}&-(a_{2}b_{3}-a_{3}b_{2})&0\end{array}}\right)},
kde množina antisymetrických matic je vzhledem ke komutátoru uzavřená.
Pomocí Levi-Civitova symbolu je možné složky vektorového součinu zapsat jako:
{\displaystyle c_{i}=\varepsilon _{ijk}a_{j}b_{k}}.

### Zobecnění při zachování bilinearity
Vektorový součin dvou vektorů není pravý vektor, ale tzv. pseudovektor, tzn. při zrcadlení vztažné soustavy se transformuje s opačným znaménkem než pravé vektory. Chceme-li s vektorovým součinem operovat kovariantně, vyjádříme jeho složky jako prvky antisymetrického tenzoru druhého řádu:
{\displaystyle d_{ij}=a_{i}b_{j}-a_{j}b_{i}}.
Počet nezávislých složek takovéhoto antisymetrického tenzoru je roven třem pouze ve třírozměrném prostoru, proto lze provést přiřazení:
{\displaystyle d_{23}=-d_{32}=c_{1}=a_{2}b_{3}-a_{3}b_{2}}
{\displaystyle d_{31}=-d_{13}=c_{2}=a_{3}b_{1}-a_{1}b_{3}}
{\displaystyle d_{12}=-d_{21}=c_{3}=a_{1}b_{2}-a_{2}b_{1}}
{\displaystyle d_{11}=d_{22}=d_{33}=0}.
Toto přiřazení je speciálním případem tzv. Hodgeova duálu a umožňuje zobecnění vektorového součinu i do prostorů s dimenzí různou od 3. (Např. ve čtyřrozměrném prostoru je počet nezávislých složek antisymetrického tenzoru druhého řádu 6, takže jej již nelze vyjádřit jako pseudovektor a zobecněním vektorového součinu je pseudotenzor druhého řádu.)

## Vlastnosti

Vektorový součin

pro všechny nenulové vektory {\displaystyle \mathbf {u} ,\mathbf {v} ,\mathbf {w} \in \mathbb {R} ^{3}} a všechna {\displaystyle a\in \mathbb {R} } platí:
- Vektorový součin je homogenní funkce, tj.:

{\displaystyle a^{2}(\mathbf {u} \times \mathbf {v} )=(a\,\mathbf {u} )\times (a\,\mathbf {v} )\ \ \ \ \ } resp. {\displaystyle \ \ \ \ \ a\,(\mathbf {u} \times \mathbf {v} )=(a\mathbf {u} )\times \mathbf {v} =\mathbf {u} \times (a\mathbf {v} )}.
- Vektorový součin není asociativní, tj. platí pro něj Jacobiho rovnost:

{\displaystyle (\mathbf {u} \times \mathbf {v} )\times \mathbf {w} =\mathbf {u} \times (\mathbf {v} \times \mathbf {w} )+\mathbf {v} \times (\mathbf {w} \times \mathbf {u} )}.
- Vektorový součin je distributivní vůči sčítání, tj. jedná se o bilineární operaci:

{\displaystyle \mathbf {w} \times (\mathbf {u} +\mathbf {v} )=(\mathbf {w} \times \mathbf {u} )+(\mathbf {w} \times \mathbf {v} )}.
- Vektorový součin je antikomutativní, tj.:

{\displaystyle (\mathbf {u} \times \mathbf {v} )=-(\mathbf {v} \times \mathbf {u} )}.
- Vektorový součin vektorů {\displaystyle \mathbf {u} } a {\displaystyle \mathbf {v} } je nulový vektor ({\displaystyle \mathbf {u} \times \mathbf {v} =\mathbf {0} }), právě když jsou násobené vektory kolineární.
- Pro derivaci vektorového součinu v třírozměrném prostoru platí:

{\displaystyle (\mathbf {u} \times \mathbf {v} )'=\mathbf {u} '\times \mathbf {v} +\mathbf {u} \times \mathbf {v} '}.
- Tvoří-li vektory {\displaystyle \mathbf {i} }, {\displaystyle \mathbf {j} }, {\displaystyle \mathbf {k} } (v tomto pořadí) pravotočivou ortonormální bázi třírozměrného prostoru, pak:

{\displaystyle \mathbf {i} \times \mathbf {j} =\mathbf {k} }
{\displaystyle \mathbf {j} \times \mathbf {k} =\mathbf {i} }
{\displaystyle \mathbf {k} \times \mathbf {i} =\mathbf {j} }.
- V uvedené bázi lze vektorový součin vektorů {\displaystyle \mathbf {u} } a {\displaystyle \mathbf {v} } zapsat pomocí determinantu jako:

{\displaystyle \mathbf {u} \times \mathbf {v} ={\begin{vmatrix}\mathbf {i} &\mathbf {j} &\mathbf {k} \\u_{1}&u_{2}&u_{3}\\v_{1}&v_{2}&v_{3}\end{vmatrix}}}.

## Příklad
Součin vektorů u = (1,2,0) a v = (0,1,2) se vypočítá následovně:
- Výpočet pomocí definice:

{\displaystyle \mathbf {u} \times \mathbf {v} =(u_{2}v_{3}-u_{3}v_{2}~,~u_{3}v_{1}-u_{1}v_{3}~,~u_{1}v_{2}-u_{2}v_{1})}
{\displaystyle \mathbf {u} \times \mathbf {v} =(1,2,0)\times (0,1,2)=(2\cdot 2-0\cdot 1,~0\cdot 0-1\cdot 2,~1\cdot 1-2\cdot 0)=(4,-2,1)}
{\displaystyle \mathbf {v} \times \mathbf {u} =(0,1,2)\times (1,2,0)=(1\cdot 0-2\cdot 2,~2\cdot 1-0\cdot 0,~0\cdot 2-1\cdot 1)=(-4,2,-1)}
Je zřejmé, že vektory u×v a v×u jsou navzájem opačné vektory. Oba jsou kolmé na rovinu určenou vektory u, v.
- Výpočet pomocí determinantu matice:

{\displaystyle \mathbf {u} \times \mathbf {v} ={\begin{vmatrix}\mathbf {i} &\mathbf {j} &\mathbf {k} \\u_{1}&u_{2}&u_{3}\\v_{1}&v_{2}&v_{3}\end{vmatrix}}={\begin{vmatrix}\mathbf {i} &\mathbf {j} &\mathbf {k} \\1&2&0\\0&1&2\end{vmatrix}}}
kde pro výpočet determinantu matice řádu 3 lze použít například Sarrusovo pravidlo:
{\displaystyle {\begin{array}{rcl}\mathbf {u} \times \mathbf {v} &=&\mathbf {i} u_{2}v_{3}+u_{1}v_{2}\mathbf {k} +v_{1}\mathbf {j} u_{3}-\mathbf {k} u_{2}v_{1}-u_{3}v_{2}\mathbf {i} -v_{3}\mathbf {j} u_{1}\\~&=&\mathbf {i} \cdot 2\cdot 2+1\cdot 1\cdot \mathbf {k} +0\cdot \mathbf {j} \cdot 0-\mathbf {k} \cdot 2\cdot 0-0\cdot 1\cdot \mathbf {i} -2\cdot \mathbf {j} \cdot 1\\~&=&4\mathbf {i} -2\mathbf {j} +1\mathbf {k} \end{array}}}
kde i, j, k jsou jednotkové vektory kolineární s jednotlivými souřadnými osami, tedy i = (1,0,0), j = (0,1,0), k = (0,0,1), tj,:
{\displaystyle \mathbf {u} \times \mathbf {v} =4\cdot (1,0,0)-2\cdot (0,1,0)+1\cdot (0,0,1)=(4,-2,1)}
Výpočet v×u je analogický.

## Aplikace

### Moment síly
Vektorový součin je hojně využíván ve fyzice, např. moment síly {\displaystyle \mathbf {M} } je definován následovně:
{\displaystyle \mathbf {M} =\mathbf {r} \times \mathbf {F} },
kde {\displaystyle \mathbf {r} } je polohový vektor působiště síly. Podobně vypadá i moment hybnosti {\displaystyle \mathbf {L} }:
{\displaystyle \mathbf {L} =\mathbf {r} \times \mathbf {p} },
kde {\displaystyle \mathbf {p} } značí hybnost hmotného bodu, který má polohu {\displaystyle \mathbf {r} } vůči zvolenému počátku souřadnic. Moment síly a moment hybnosti spolu úzce souvisí. Ukáže se to při pokusu o derivování momentu hybnosti podle času:
{\displaystyle {\frac {\mathrm {d} \mathbf {L} }{\mathrm {d} t}}={\frac {\mathrm {d} }{\mathrm {d} t}}(\mathbf {r} \times \mathbf {p} )={\frac {\mathrm {d} \mathbf {r} }{\mathrm {d} t}}\times \mathbf {p} +\mathbf {r} \times {\frac {\mathrm {d} \mathbf {p} }{\mathrm {d} t}}}.
Zde bylo využito výše zmíněného pravidla pro derivaci vektorového součinu. Výraz {\displaystyle {\frac {\mathrm {d} \mathbf {r} }{\mathrm {d} t}}} je v kinematice přesná definice rychlosti {\displaystyle \mathbf {v} } tělesa. Podobně tak {\displaystyle {\frac {\mathrm {d} \mathbf {p} }{\mathrm {d} t}}} definuje sílu. Poslední užitá fyzikální rovnost se týká hybnosti. {\displaystyle \mathbf {p} =m\mathbf {v} }. Na základě těchto opisů lze derivaci momentu hybnosti upravit do tvaru:
{\displaystyle m(\mathbf {v} \times \mathbf {v} )+\mathbf {r} \times \mathbf {F} },
kde vektorový součin dvou identických vektorů {\displaystyle \mathbf {v} \times \mathbf {v} } je roven nule, pak dostaneme:
{\displaystyle {\frac {\mathrm {d} \mathbf {L} }{\mathrm {d} t}}=\mathbf {r} \times \mathbf {F} =\mathbf {M} }.
Moment síly je tedy časová derivace momentu hybnosti. V praktickém světě se tohoto vztahu dá využít např. v orbitální mechanice. Planeta, která obíhá kolem Slunce tvořícího počátek souřadnic, má nulový moment síly, neboť gravitační síla i polohový vektor mají stejný směr. Moment hybnosti této planety se určí integrováním:
{\displaystyle \mathbf {L} =\int \mathbf {M} \,\mathrm {d} t=\int 0\,\mathrm {d} t=C},
kde {\displaystyle C} je integrační konstanta. Jinými slovy {\displaystyle \mathbf {L} =\mathrm {konst} }, což je pravidlo charakteristické pro 2. Keplerův zákon.

### Operátor rotace
Další forma vektorového součinu důležitá pro fyziku je operátor rotace. Jedná se o diferenciální operátor, jehož aplikování na vektor {\displaystyle \mathbf {F} =(F_{x},F_{y},F_{z})} má strukturu:
{\displaystyle \operatorname {rot} \,\mathbf {F} =\nabla \times \mathbf {F} =\left({\frac {\partial F_{z}}{\partial y}}-{\frac {\partial F_{y}}{\partial z}},{\frac {\partial F_{x}}{\partial z}}-{\frac {\partial F_{z}}{\partial x}},{\frac {\partial F_{y}}{\partial x}}-{\frac {\partial F_{x}}{\partial y}}\right)},
kde {\displaystyle \nabla } značí operátor nabla:
{\displaystyle {\nabla }=\left({\frac {\partial }{\partial x}},{\frac {\partial }{\partial y}},{\frac {\partial }{\partial z}}\right)}.
Rotace se vyskytuje ku příkladu v prvních dvou Maxwellových rovnicích zapsaných v diferenciálním tvaru:
{\displaystyle \nabla \times {\boldsymbol {H}}={\boldsymbol {j}}+{\frac {\partial {\boldsymbol {D}}}{\partial t}}}
{\displaystyle \nabla \times {\boldsymbol {E}}=-{\frac {\partial {\boldsymbol {B}}}{\partial t}}}.